# Martin Žnideršič
Martin Žnideršič, slovenski založnik in zaslužni profesor, * 21. januar 1934, Slovenska Bistrica, † 5. februar 2020.
Leta 1952 je maturiral v Novi Gorici. Študij je nadaljeval na Ekonomski fakulteti v Ljubljani, diplomiral je leta 1962. Doktoriral je leta 1982 na Ekonomski fakulteti v Zagrebu, na osnovi disertacije Poraba knjige in posebnosti založniškega marketinga. To je bila prva disertacija s področja založništva na Slovenskem.

## Poklicna pot
V času študija se je v letih 1953-1964 intenzivno ukvarjal z novinarstvom. Na TV Slovenija je bil v letih 1962-1964 urednik v kulturni redakciji in prvi urednik in voditelj oddaje Kulturna panorama. Od leta 1964-1971 je bil zaposlen v založbi Mladinska knjiga, od 1971 do 1991 je bil zaposlen v Cankarjevi založbi. V letih 1965-73 je predaval predmet knjigarstvo na oddelku za knjižničarstvo tedanje Pedagoške akademije v Ljubljani. Opravljal je številne strokovne funkcije. Bil je predsednik Združenja založnikov pri Gospodarski zbornici Slovenije (1972-79), predsednik Splošnega združenje grafične, grafično predelovalne industrije, časopisne in založniške dejavnosti ter knjigotroštva Slovenije (1979-83), predsednik skupščine Poslovne zajednice izdavača i knjižara Jugoslavije (1984-89), predsednik Združenja za tisk pri GZS (1990-92). Vrsto let je bil član mednarodnega odbora Mednarodne zveze založnikov ter predsednik Odbora za svobodo izdajanja in avtorske pravice pri Združenju založnikov in knjigotržcev Slovenije, ki deluje v okviru GZS, pa tudi član Upravnega odbora GZS. Leta 1984 je bil na Fakulteti za sociologijo, politične vede in novinarstvo izvoljen v naziv izredni profesor za predmet knjigarstvo. Po ustanovitvi Oddelka za bibliotekarstvo na FF konec 80. let je predaval ta predmet najprej kot zunanji sodelavec, leta 1990 pa je bil na Filozofski fakulteti izvoljen v naziv redni profesor; 1991 - 1999 je bil predstojnik Oddelka za bibliotekarstvo, v letih 1991-95 je bil dva mandata tudi prodekan za finančne zadevem ter član odbora za finančno-gospodarska vprašanja Univerze.  1995 - 1999 je bil član upravnega odbora Univerze v Ljubljani. Od 1995 je bil predsednik Knjižničnega sveta Narodne in univerzitetne knjižnice in član gradbenega odbora za gradnjo nove Univerzitetne knjižnice v Ljubljani. Leta 1980 je prejel najvišje priznanje jugoslovanskega založništva Listino knjige, 1999 so mu kot prvemu prejemniku podelili založniško Schwentnerjevo nagrado, Univerza v Ljubljani pa mu je po upokojitvi podelila naziv zaslužni profesor.

#### Miniaturna knjiga
Žnideršič je prvi v Sloveniji, ki se je začel ukvarjati z miniaturno knjigo. V 35 letih je zbral nad 3000 enot. To je največja zbirka v Srednji Evropi. Ob razglasitvi Ljubljane za svetovno prestolnico knjige je zbirko daroval Mestni knjižnici Ljubljana.

## Glavna dela
- Raziskava sodobnih razvojnih trendov založništva in knjigotrštva v SR Sloveniji, Maribor: Visoka ekonomsko komercialna šola v Mariboru, Inštitut za marketing 1970, 262 + XII str.;
- Področna raziskava za poročilo o kulturni dejavnosti za Svet Evrope, Pripravljeno za Ministrstvo za kulturo 1995, 41 + 6 str. (neobjavljeno);
- Propaganda za knjigo, Ljubljana: Mladinska knjiga 1969, 54 str.;
- Ekonomski problemi slovenske knjige, Maribor: Založba Obzorja 1972, 188 str.;
- Knjiga in založništvo, Ljubljana: DZS 1977, 248 str.;
- Knjiga in trg, Ljubljana: DZS 1982, 292 str.;
- Knjiga in bralci IV (glavni avtor), z D. Podmenik in G. Kocijanom, Oddelek za bibliotekarstvo, zbirka BiblioThecaria 5, 160 str. (v dodatku objavljena avtorjeva študija Vpliv države na založništvo 1945–99, str. 115–160);
- Vpliv elektronskih medijev na avtorske pravice, založništvo, knjigotrštvo in njihove odnose s knjižnicami (referat), v: Posvetovanje Knjižnične zbirke, izgradnja in upravljanje, Knjižnica 1995, št. 3, 81–100;
- Pregled razvoja založništva in knjigotrštva na Slovenskem od začetkov do danes, v: Informativni kulturološki zbornik, Ljubljana: Seminar slovenskega jezika, literature in kulture, Filozofska fakulteta 1995, 119–136;
- Založništvo v državah v tranziciji (referat na mednarodnem srečanju Založništvo: dialog med različnimi kulturami: Mit Vzhoda/Mit Zahoda, Trst novembra 1995), Knjižnica 1995, št. 4, 5–11;
- DOI – Digital Object Identifier – revolucija v upravljanju in trgovanju z avtorsko pravno zaščitenemi informacijami, Referat na strokovnem posvetovanju ZBDS 1998;
- Publishing in Countries in Transition and in Slovenia, ISBN REVIEW 18, Berlin 1997, str. 143–153;
- Čemu obvezni izvod, v: Zapisi za prihodnost: 190 let obveznega izvoda tiska na Slovenskem, Ljubljana: NUK 1997, str. 54–60; *Razvoj študija bibliotekarstva v letih 1990–1997, v: Zbornik razprav – 10 let Oddelka za bibliotekarstvo 1987–1997, Ljubljana: Oddelek za bibliotekarstvo FF 1998, str. 37–54;
- Značilnosti razvoja založniške dejavnosti v državah v tranziciji in v Sloveniji po osamosvojitvi, v: Zbornik razprav – 10 let Oddelka za bibliotekarstvo 1987–1997, Ljubljana: Oddelek za bibliotekarstvo FF 1998, str. 119–133;
- Gesla s področij slovenskega založništva in knjigotrštva, v: Veliki splošni leksikon DZS I–VIII, Ljubljana 1997–1998